# Atlas histórico

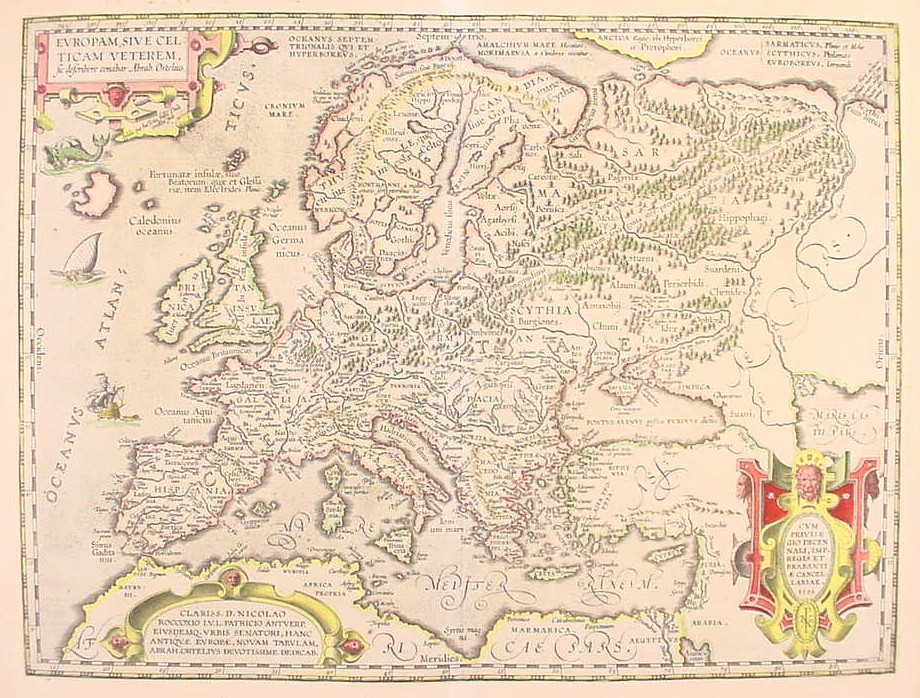
A Europa na época dos celtas (1595), um mapa de um dos primeiros atlas históricos, de Abraham Ortelius

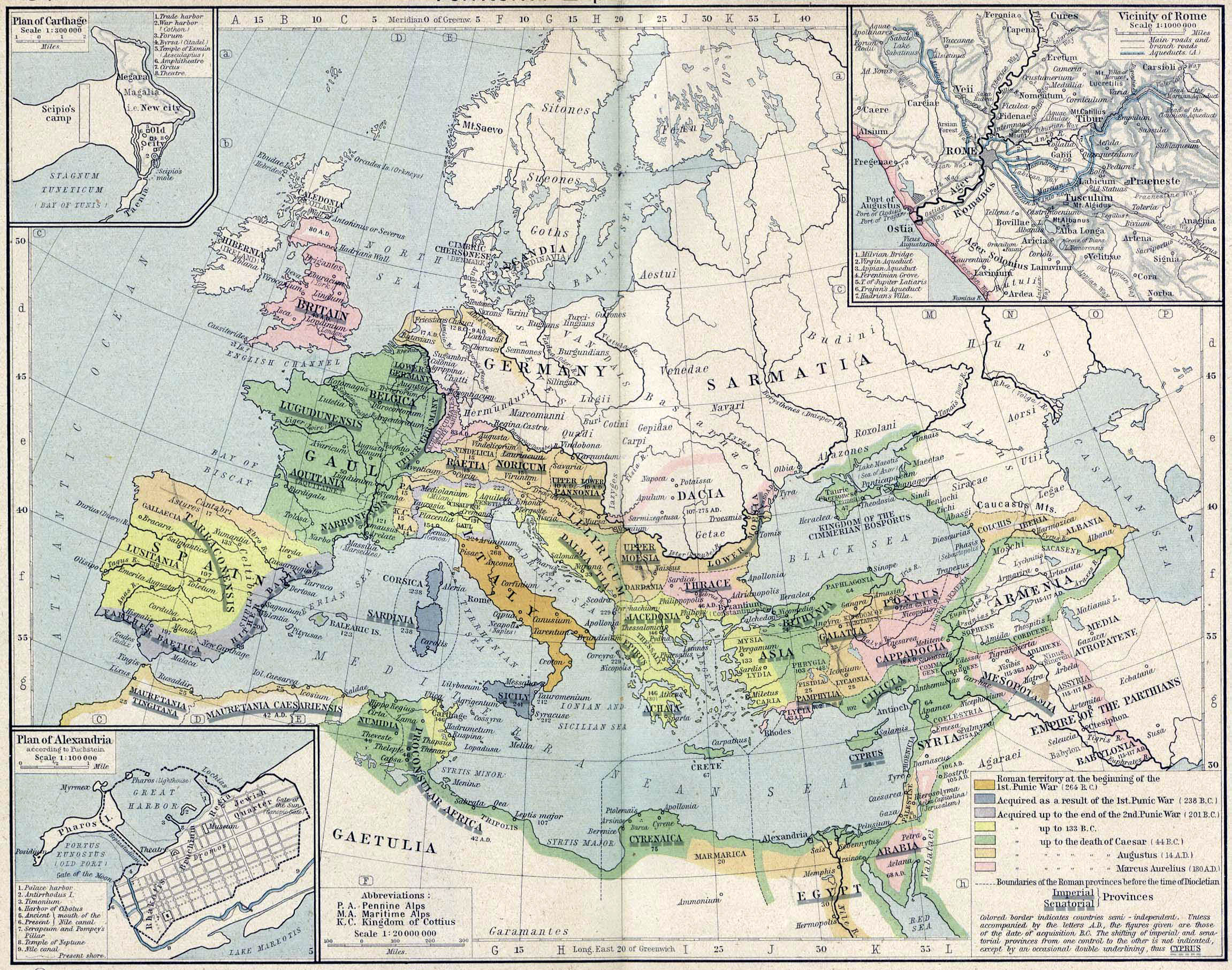
Mapa da expansão do Império Romano, publicado no Atlas Histórico de William R. Shepherd em 1924

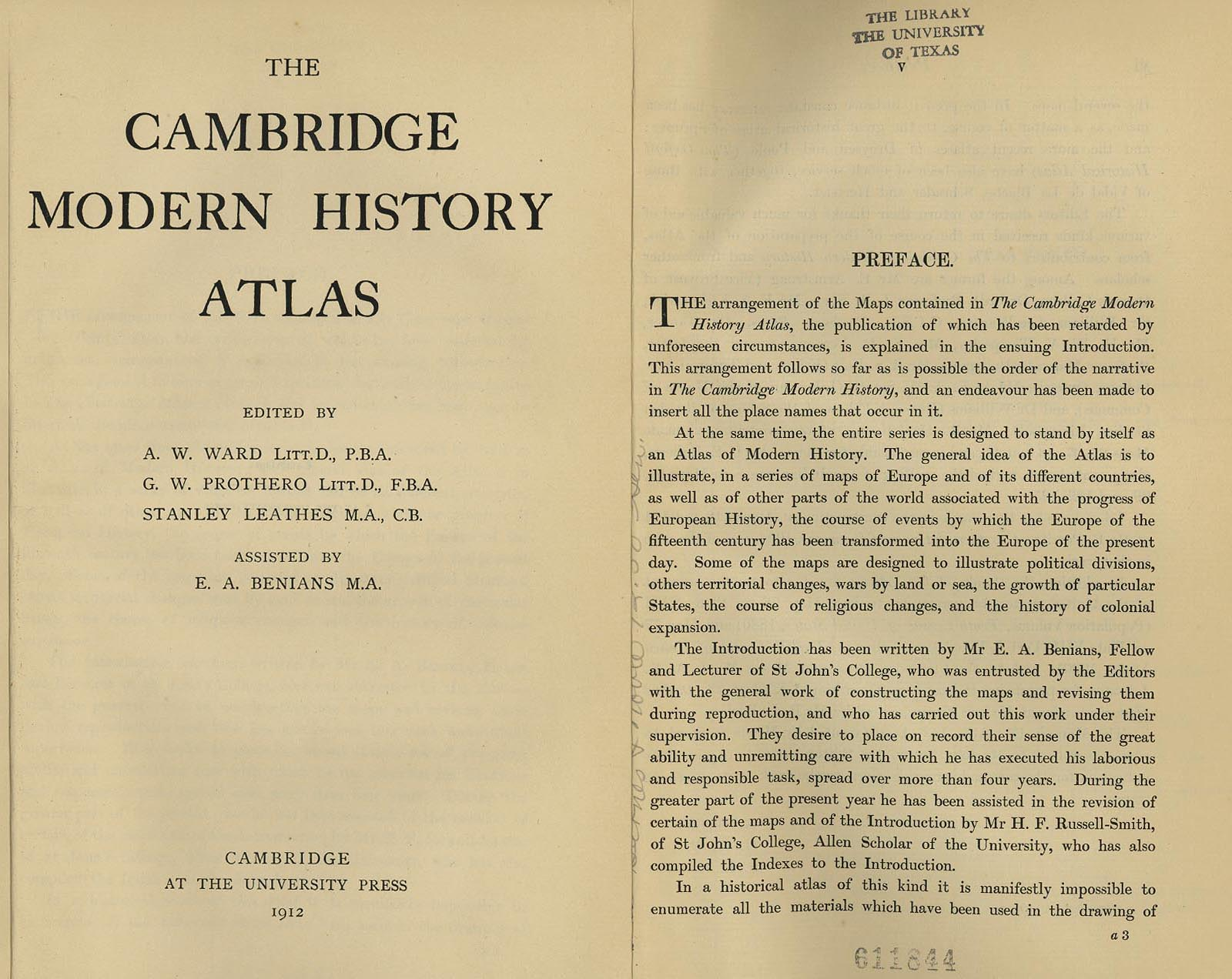
O prefácio do Atlas da História Moderna de Cambridge de 1912 explica o propósito de um atlas histórico

Um atlas histórico é uma coleção de mapas e possivelmente ilustrações que retratam a geografia histórica de uma região específica em um período de tempo definido. Esses atlas geralmente incluem mapas que mostram as fronteiras políticas e culturais de diferentes estados, bem como outros dados e, em alguns casos, ilustrações que fornecem informações sobre eventos e figuras históricas importantes. Eles também podem incluir linhas do tempo, gráficos e outras informações para ajudar os leitores a entender o contexto histórico dos mapas. Atlas históricos são usados por acadêmicos, estudantes e leitores em geral para estudar e aprender sobre o passado.
Alguns tentam apresentar toda a história do mundo, como o Atlas Histórico do Mundo, enquanto outros são mais especializados, para apenas um período de tempo ou local, como o Atlas Histórico do Oeste Americano ou o Atlas Histórico da China.
O primeiro atlas histórico conhecido pode ter sido o Parergon de Abraham Ortelius em 1579, que foi um suplemento ao Theatrum Orbis Terrarum. William Robert Shepherd produziu um conhecido atlas histórico em 1911. 
O primeiro atlas histórico publicado em ordem cronológica sistemática foi o atlas de seis mapas de 1651, La Terre sainte en six cartes géographiques, que abrange a cartografia histórica da Palestina. Os seis mapas cobriam a terra de Canaã e o Êxodo, a Terra Prometida, o reino de Salomão, a terra dos judeus na época de Cristo, o Patriarcado Cristão de Jerusalém e a região moderna.  

### Atlas históricos individuais digitalizados
- FW Putzgers Historischer Schul-Atlas, Ausgabe de 1905
- FW Putzgers Historischer Schul-Atlas, Ausgabe de 1914
- Richard Andree: Professor G. Droysens Allgemeiner Historischer Handatlas, 1886
- R. Lane Poole: Atlas Histórico da Europa Moderna, 1900
- Geschichtlicher Atlas von Hessen
- Atlas histórico da Saxônia (1815)
- Mapas do 'Imperial Gazetteer of India'
- Joseph E. Schwartzberg, A Historical Atlas of South Asia, segunda impressão.
- Cartões de história para o islamismo
- Projeto de digitalização Wilhelmshöher Kriegskarten

### Projetos somente digitais
- Omniatlas - Atlas Interativo da História Mundial
- Running Reality - qualquer dia da história
- Atlas Histórico do Centenário
- Alguns mapas animados
- Mapas históricos digitais do Institut für Europäische Geschichte, Mainz, Alemanha

### Outro
- Mapas e História. Construindo Imagens do Passado